# Pavol Lančarič
Pavol Lančarič (* 31. května 1963, Bojnice) je slovenský politik a manažer, od května do října 2023 ministr dopravy SR ve vládě Ľudovíta Ódora.

## Život
V letech 1981 až 1985 absolvoval studium na Obchodní fakultě Ekonomické univerzity v Bratislavě, v roce 1991 získal titul Ph.D. Po ukončení studia pracoval na Antimonopolním úřadu SR a zároveň byl poradcem předsedy vlády SR.
V roce 1993 se stal ředitelem společnosti Tchibo Slovakia. Potom se v roce 1995 stal generálním ředitelem vydavatelství Rheinische Post pro Slovensko a Česko. V letech 1997 až 2019 byl obchodním ředitelem společnosti Orange Slovensko.
V květnu 2023 se stal ministrem dopravy v úřednické vládě Ľudovíta Ódora. Tím byl až do října téhož roku.